# Forseti

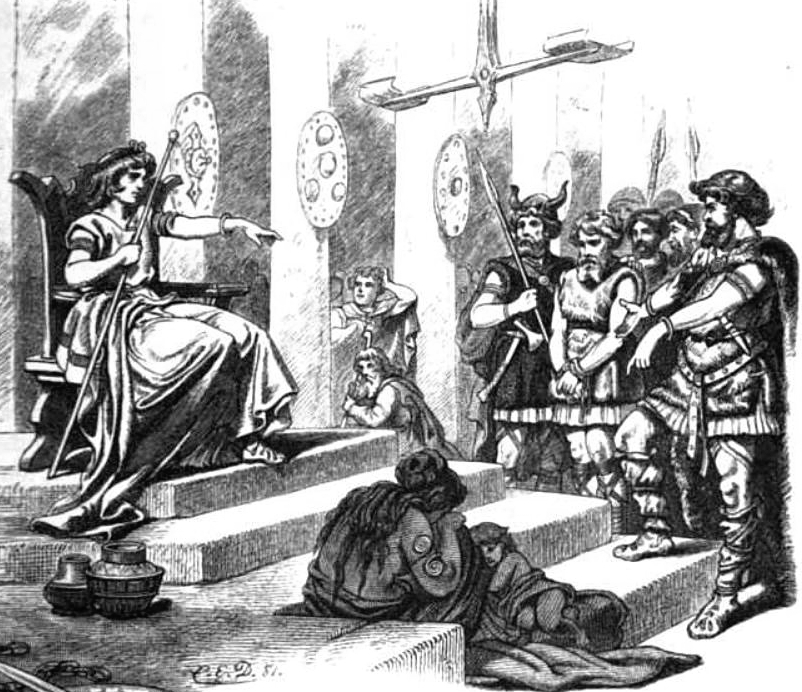
Illustrazione di Forseti

Forseti (in norreno "colui che presidia", attualmente "presidente" in islandese e faroese) è un dio della mitologia norrena, figlio di Baldr e di Nanna. Dio della giustizia, della pace e della riconciliazione, apparteneva alla schiera degli Æsir. 
La sua casa era Glitnir, il cui nome significa brillante, riferito al soffitto d'argento delle sale e ai pilastri d'oro, che rispecchiavano la luce e potevano essere visti da grande distanza.
Forseti era considerato come il più saggio e il più eloquente fra gli dei che dimoravano ad Ásgarðr. Diversamente dal compagno Týr, che sovrintendeva le dispute risolte con uno scontro, Forseti presiedeva quelle risolvibili attraverso la mediazione. Sedeva nella sua sala, dispensando giustizia a coloro che lo vedevano, e si diceva che fosse capace di trovare sempre una soluzione che soddisfaceva entrambi i contendenti. 
Come suo padre Baldr, Forseti era un dio gentile che amava la pace e tutti coloro che giudicava, i quali potevano vivere in pace finché egli non avesse confermato la sentenza. Forseti era così rispettato che solo i giuramenti più solenni potevano essere invocati nel suo nome.
Non è menzionato come combattente nel Ragnarǫk perché, proprio per la sua natura pacifica, si presume che abbia deciso di non partecipare alla battaglia.
Si narra che egli sia stato il capo degli dei o un antenato dei Frisoni.

## Heligoland
Il luogo di adorazione di Forseti era Heligoland. Secondo la leggenda, dodici Asegeir ("anziani") una volta vagarono per tutta la Scandinavia assimilando le leggi locali. Volevano prendere le migliori leggi da ogni tribù e scriverne altre applicabili per tutti loro, per farli convivere in pace.
Si dice che, dopo aver raccolto le varie leggi da tutte le regioni, si imbarcarono via mare verso un luogo lontano dove potevano discutere della scrittura con calma. Tuttavia, si alzò una pericolosa tempesta e rimasero così in balia delle onde. Allora invocarono il nome di Forseti per proteggerli dalla morte, e poi videro una tredicesima persona apparire sulla barca, guidandola verso un'isola deserta, al sicuro. Lì questa persona, presumibilmente Forseti stesso, divise la terra e creò una fonte. Dopo aver consacrato il posto, scrisse un codice di leggi che univa le migliori di quelle locali e improvvisamente scomparve.
L'isola divenne un luogo di culto di Forseti e la fonte il suo luogo sacro. L'integrità dell'isola fu rispettata da tutti i norreni e nessun guerriero compì mai una razzia sull'isola per paura di essere trasportato nell'Hel anziché nel Valhalla. Tutte le maggiori assemblee si svolsero su quell'isola. Le dispute venivano risolte alla luce del giorno e mai d'inverno, perché si credeva che l'oscurità facesse una sorta di anatema alla verità, impedendo alle dispute di essere risolte correttamente.
"Fositesland" è citata da Alcuino come in confinio Fresorum et Danorum. Adamo di Brema identifica "l'isola di Fosite" con Heligoland.

## Grafie alternative
- forma germanica: Forasizo
- forma frisone: Fosite, Foiste